# Alex Dobre
Mihai-Alexandru Dobre (n. 30 august 1998, București, România), cunoscut mai bine sub numele de Alex Dobre, este un fotbalist român, care joacă pe post de mijlocaș la Rapid București în SuperLiga României. Pe plan internațional, are prezențe la națională pentru România Sub-17, România Sub-21, România U23⁠(d) și România.